# Jansův kříž
Jansův kříž je drobná sakrální památka na území obce Suchý Důl (okres Náchod v Královéhradeckém kraji) u cesty Trhovice do obce Slavný.

## Historie
Na tomto místě stával v minulosti dřevěný kříž. V roce 1791 zde nechal postavit kamenný kříž sedlák Jan Jansa. Podle Soupisu sakrálních objektů v polické farnosti z roku 1837 byl pod Ukřižovaným reliéf Panny Marie s nápisem "Marya Matko bolestna oroduj za nás."
V roce 1847 zhotovil dnešní kříž Filip Klemt (1783-1851), kameník a rychtář v Suchém Dole čp. 1 na objednávku Josefa Jansy, sedláka v Suchém Dole čp. 19, který byl synem sedláka Jana Jansy a jeho manželky Kateřiny.
Během komunistické vlády a družstevního hospodářství byl kříž poškozen zemědělskou technikou.

## Popis
Na přední straně soklu je dole zobrazen beránek Boží. Vedle něho je vpravo reliéf dvou klasů, podle jiného popisu dvě palmové ratolesti (beránek a palmové ratolesti jsou symboly Kristova mučednictví). Vlevo dnes již málo zřetelný reliéf, který údajně zobrazuje hada který se ovíjí okolo vinné révy, podle jiného popisu snítka růží. Nad beránkem je na soklu reliéf Panny Marie Bolestné.
Na pravém boku soklu je reliéf svatého Josefa. Pod ním jsou nápisy: "S. Jozef" a níže: "Pozorugte a wizte gestli gest bolest gako bolest má."
Na levém boku soklu je reliéf svaté Kateřiny Alexandrijské. Pod ním jsou nápisy: "S. Katarina.", pod tím text: "Ty Beránek Boží kterýž sjímá hříchy světa."
Všechny nápisy jsou provedeny novogotickou minuskulou.
Na zadní straně soklu je nápis: "Nákladem Jozefa Jansy 1847."
Pod křížem je motiv lebky na pozadí imitujícím kameny. Nad ním je vlastní krucifix.

## Galerie

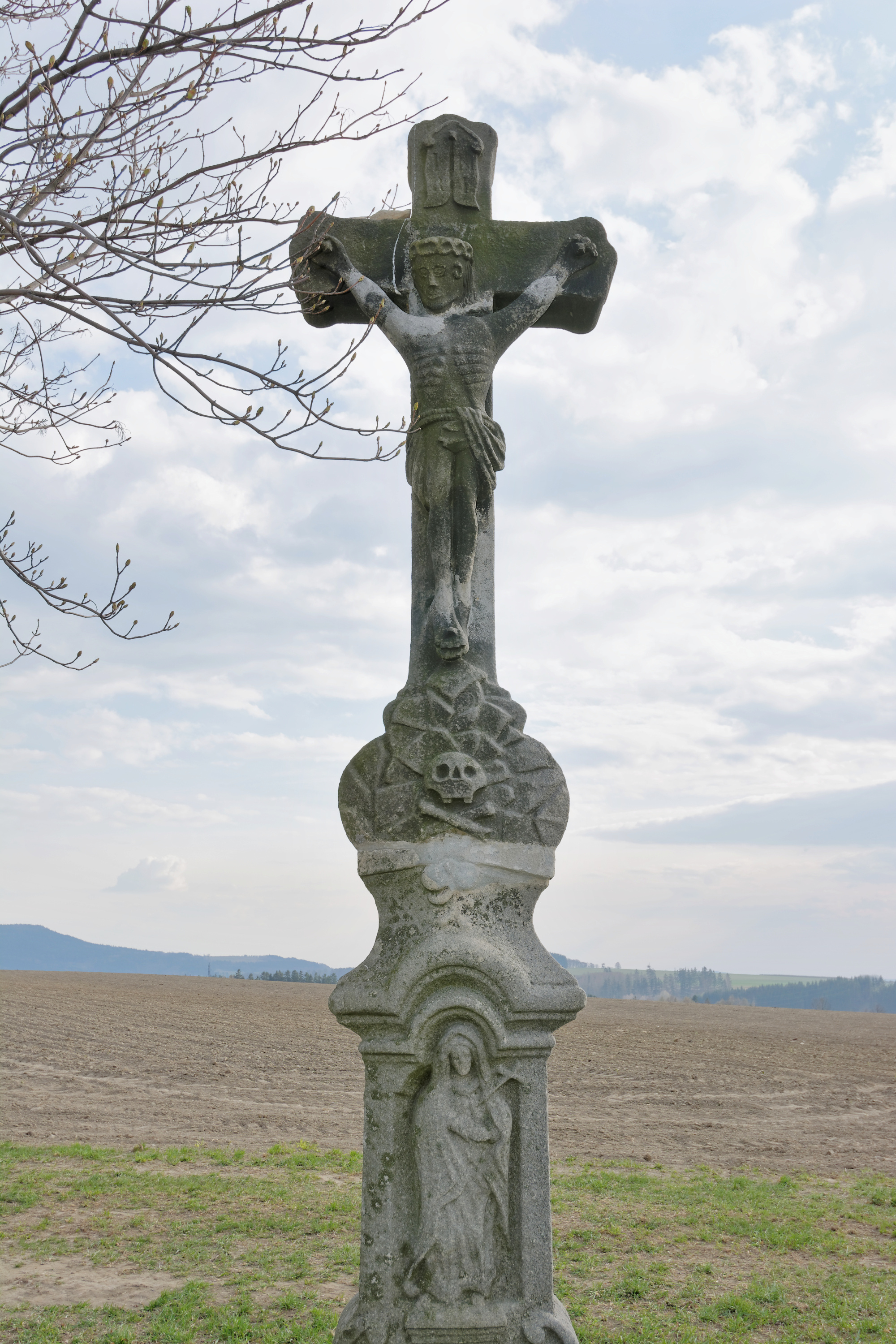
Detail kříže.
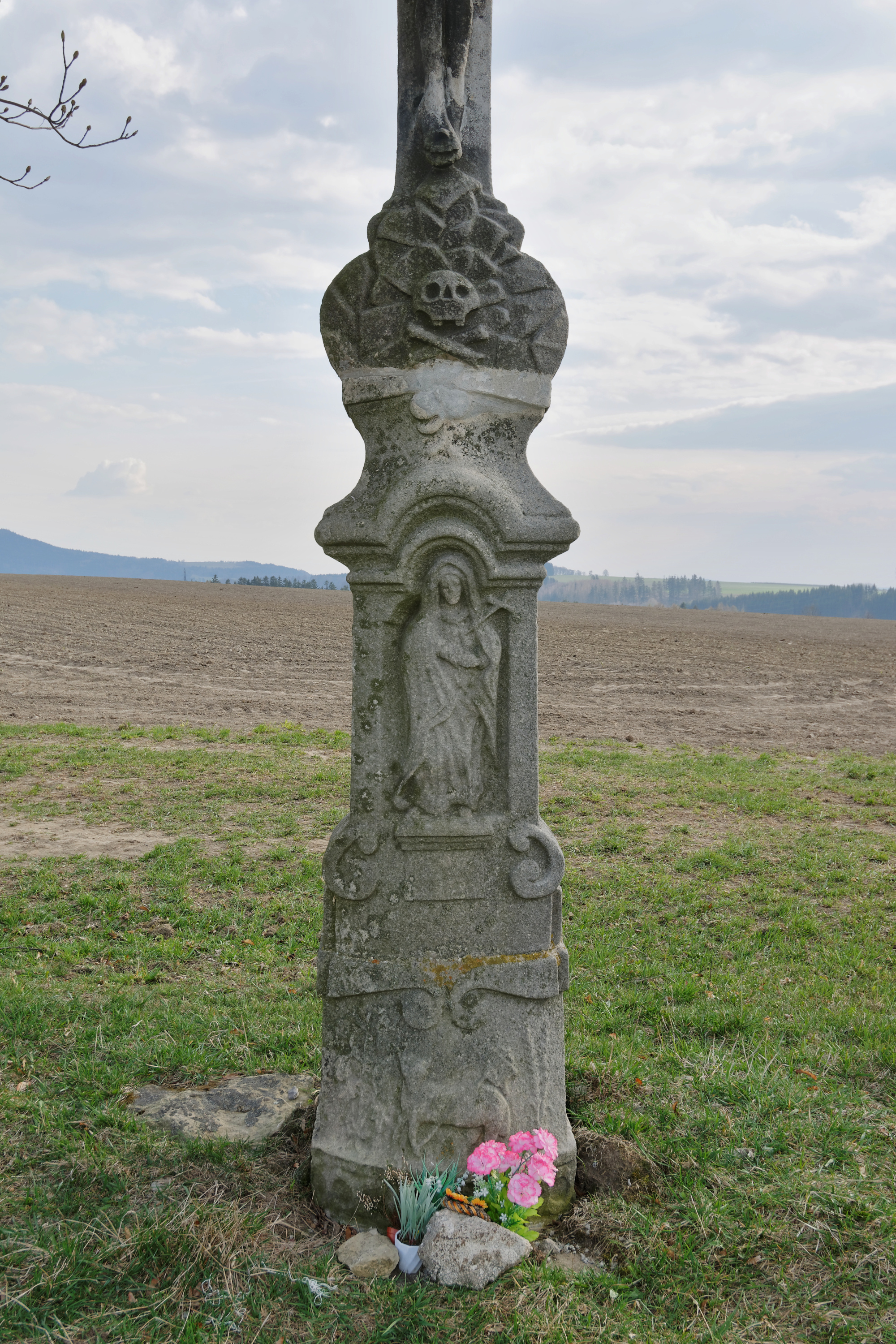
Dolní část soklu.
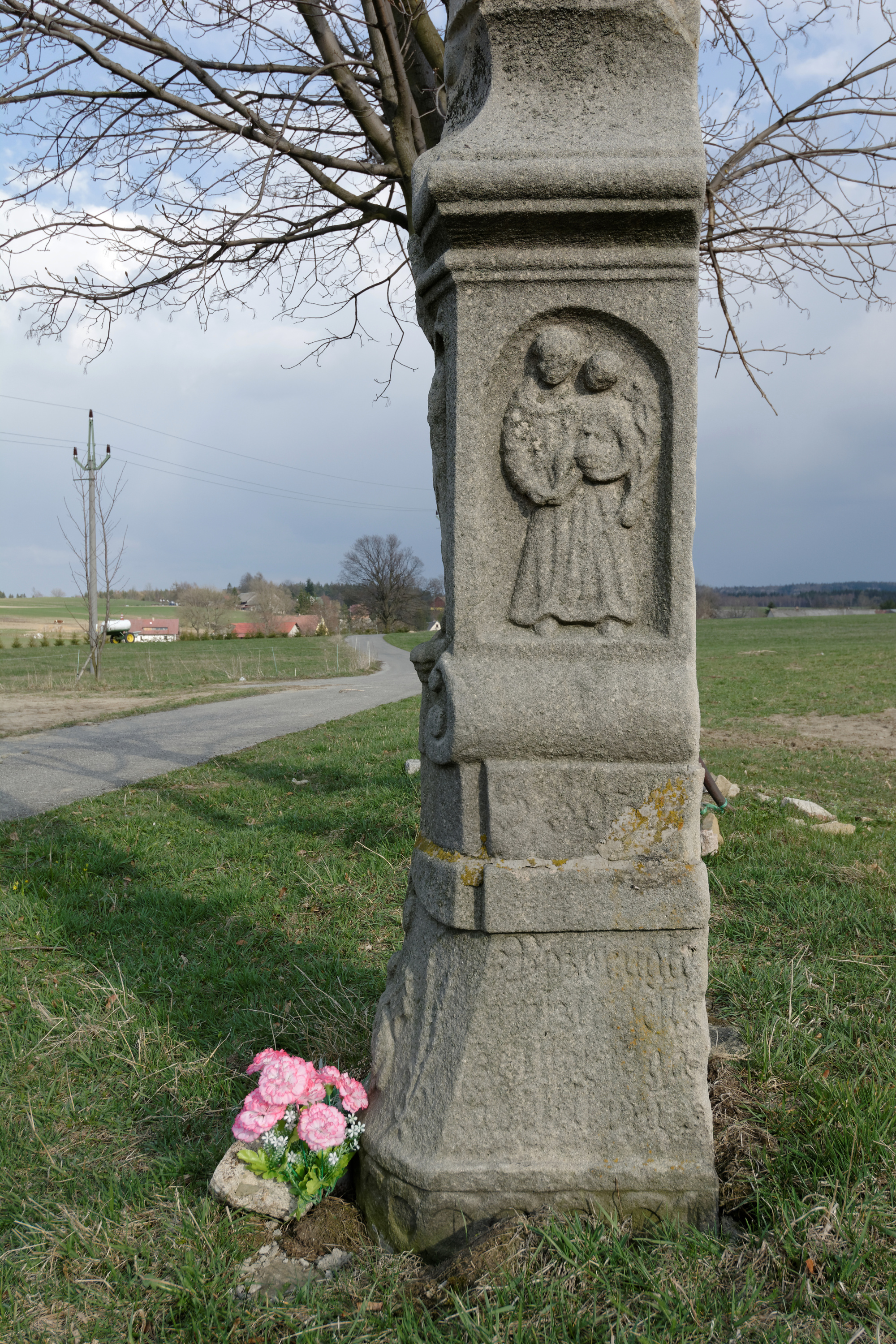
Pravá strana soklu s reliéfem svatého Josefa.
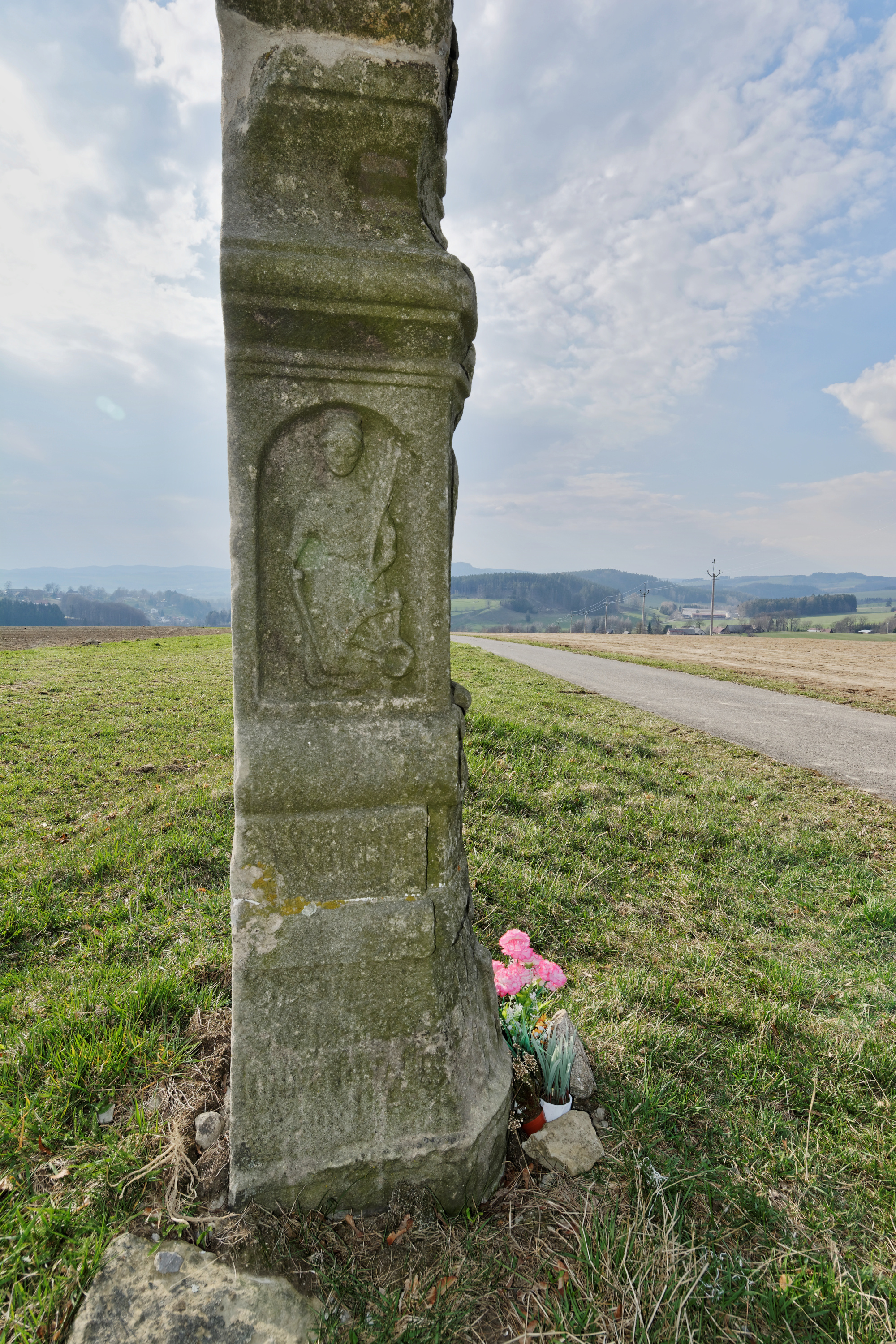
Levá strana soklu s reliéfem svaté Kateřiny Alexandrijské.
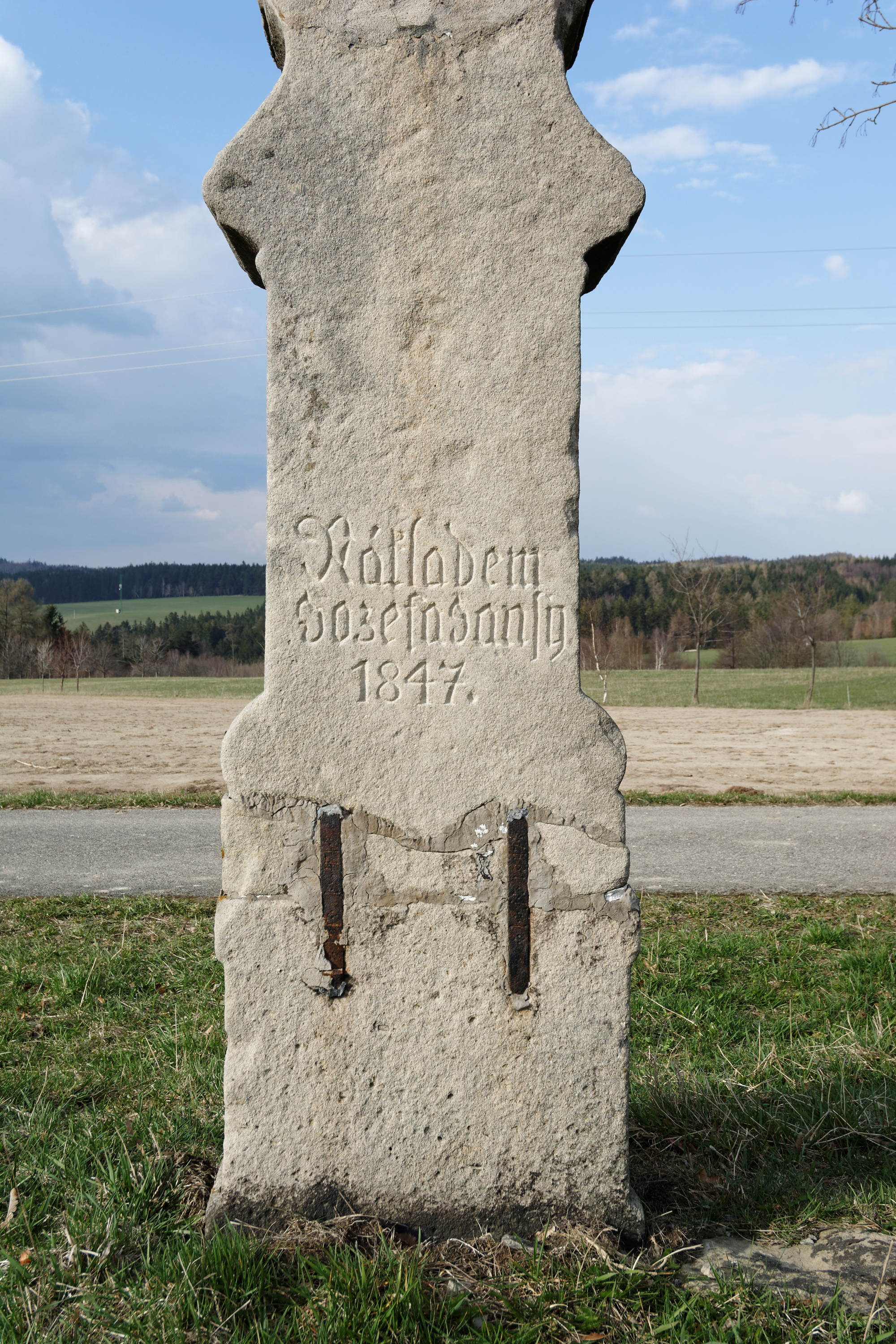
Zadní strana soklu, nápis: "Nákladem Jozefa Jansy 1847."